# Frédéric Regnault de La Susse
Aaron Louis Frédéric Regnault, baron de La Susse (Saint-Brieuc, 3 juillet 1788-Pontrieux, 17 août 1860), est un officier de marine français. 

## Biographie
Neveu de Clément de Ris, il s'engage dans la Marine comme novice en octobre 1803. Aspirant de 2e classe (novembre 1803), il sert sur la canonnière 197 et prend part sur celle-ci à une bataille en baie d'Audierne contre une frégate anglaise (1804).
Il embarque ensuite à Brest sur le Wattignies, la Poursuivante puis la Malicieuse avant d'être sur l'Algésiras dans l'escadre de Villeneuve avec laquelle il participe à la campagne des Antilles et au combat du Ferrol (22 juillet 1805). En août, il passe sur le Téméraire qui effectue des escortes de convois en Atlantique, puis sur l'Italienne (août 1806), aux Antilles, où il reçoit le commandement d'un parlementaire chargé de négocier un échange de prisonniers. Il effectue alors une traversée vers l'Angleterre.
Enseigne de vaisseau (juillet 1808), il sert sur le Polonais aux Antilles dans la division Troude et participe à la bataille des Saintes. En septembre 1809, il passe sur la Néréide et prend part sur ce navire, en février 1810, à un combat donné au large du cap Tiburon à Saint-Domingue. Il navigue ensuite dans l'océan Indien puis fait partie de la capture de la Néréide par une division anglaise le 28 mai 1811 au large de Tamatave. 
Libéré en août, il rentre en décembre en France sur l'Élisa. Promu lieutenant de vaisseau (mai 1812), il sert sur la Méduse jusqu'en mai 1814, fait une nouvelle campagne aux Antilles et dans l'Atlantique Sud durant laquelle il participe à plusieurs combats contre la Marine britannique. 
En 1815, il sert sur la Ville-de-Marseille en Méditerranée puis commande l'Émulation au Levant et sur les côtes de Libye et d'Algérie (1815-1816) avant de devenir second de la Durance (1818) avec laquelle il effectue une longue campagne dans l'océan Indien et en mer de Chine. 
De 1821 à 1823, il commande la Lyonnaise à la station du Brésil et est promu capitaine de frégate en août 1823. En février 1824, il sert sur la Marie-Thérèse à la station des mers du Sud et voyage sur les côtes du Chili, du Pérou et de l'Argentine. Il passe ensuite sur le Cygne et sur l'Aréthuse et revient en France en juin 1826. 
Il commande en octobre 1827 la Victorieuse au Levant et est nommé capitaine de vaisseau en octobre 1828. En 1829, il prend le commandement du Conquérant au Levant en tant que capitaine de pavillon de l'amiral de Rigny. Il commande ensuite en 1830-1831 l'Armide sur les côtes algériennes puis italiennes et participe sur la Ville-de-Marseille, le 11 juillet 1831, au forcement des passes du Tage par l'amiral Roussin. 
Commandant de l'Artémise en Adriatique (1832), il est nommé au commandement supérieur à Ancône et devient en août 1834, membre du Conseil des travaux et de la commission chargée d'examiner le régime commercial des établissements français du Levant. 
En mai 1835, il commande le Montebello en escadre de Méditerranée et est promu contre-amiral en mai 1837. Major général à Brest, membre de la commission chargée d'améliorer l'inscription maritime (1838), il commande en second l'escadre du Levant sur le Montebello (1839) et est nommé en août 1841 commandant en chef de la division du Levant sur l'Inflexible. Il obtient alors un témoignage de satisfaction. 
Vice-amiral (juin 1844), commandant en août de la division conduisant Louis-Philippe en Angleterre, il est membre de la Commission mixte des travaux publics en 1846 et entre au Conseil d'amirauté en mars 1847. 
Président du Conseil des travaux et inspecteur général, il commande en chef de septembre 1851 à juillet 1853 l'escadre d'évolutions puis prend sa retraite. En 1852, il devient titulaire de la Médaille militaire.

## Sépulture
Il est enterré au cimetière de Saint-Martin à Brest, le même où est enterré Amable-Gilles Troude avec qui il participa à la bataille des Saintes dans sa division.

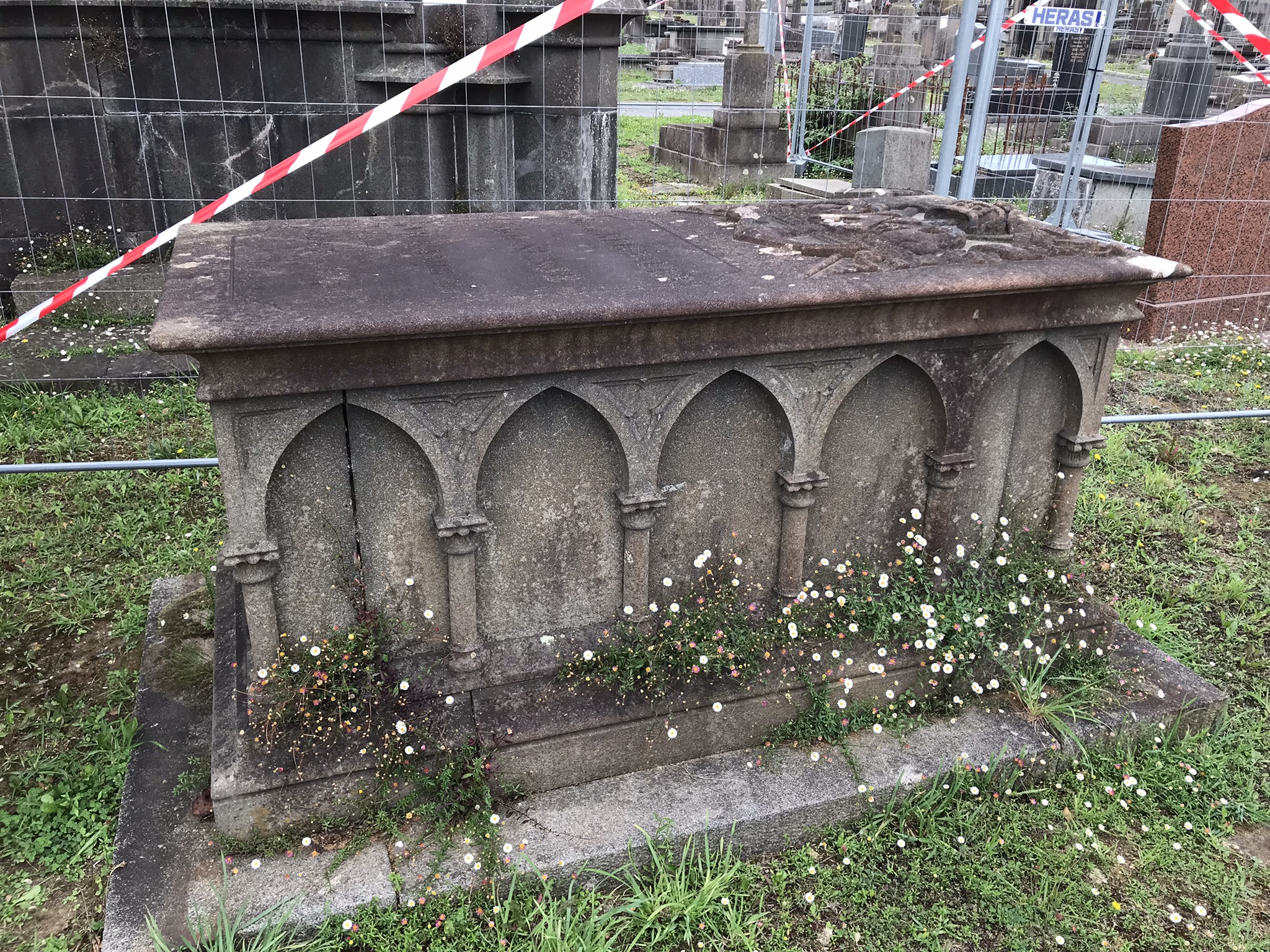
Tombe du baron Regnault de la Susse
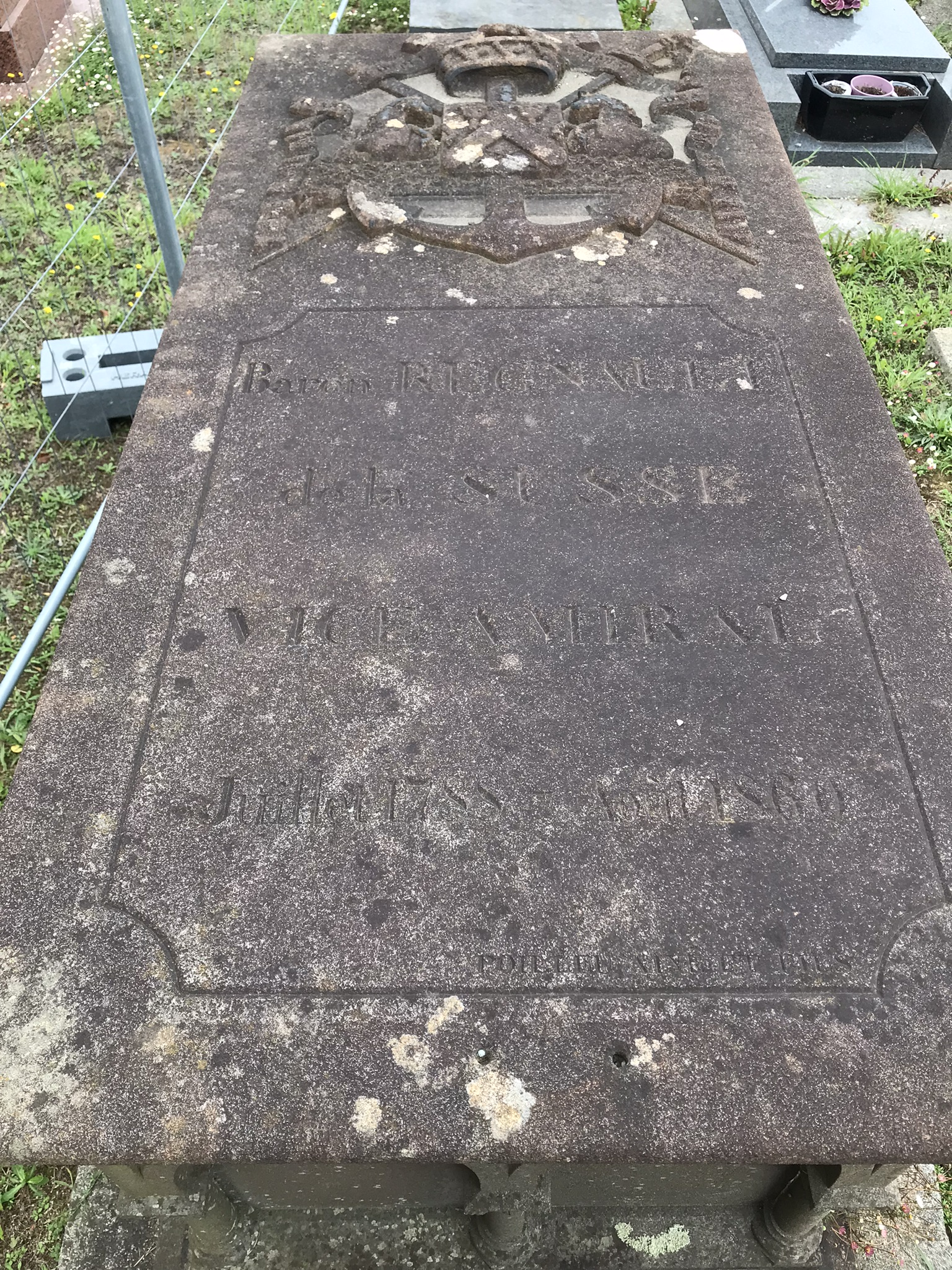
Pierre tombale de la tombe, avec en haut ses armoiries, en bas ses dates
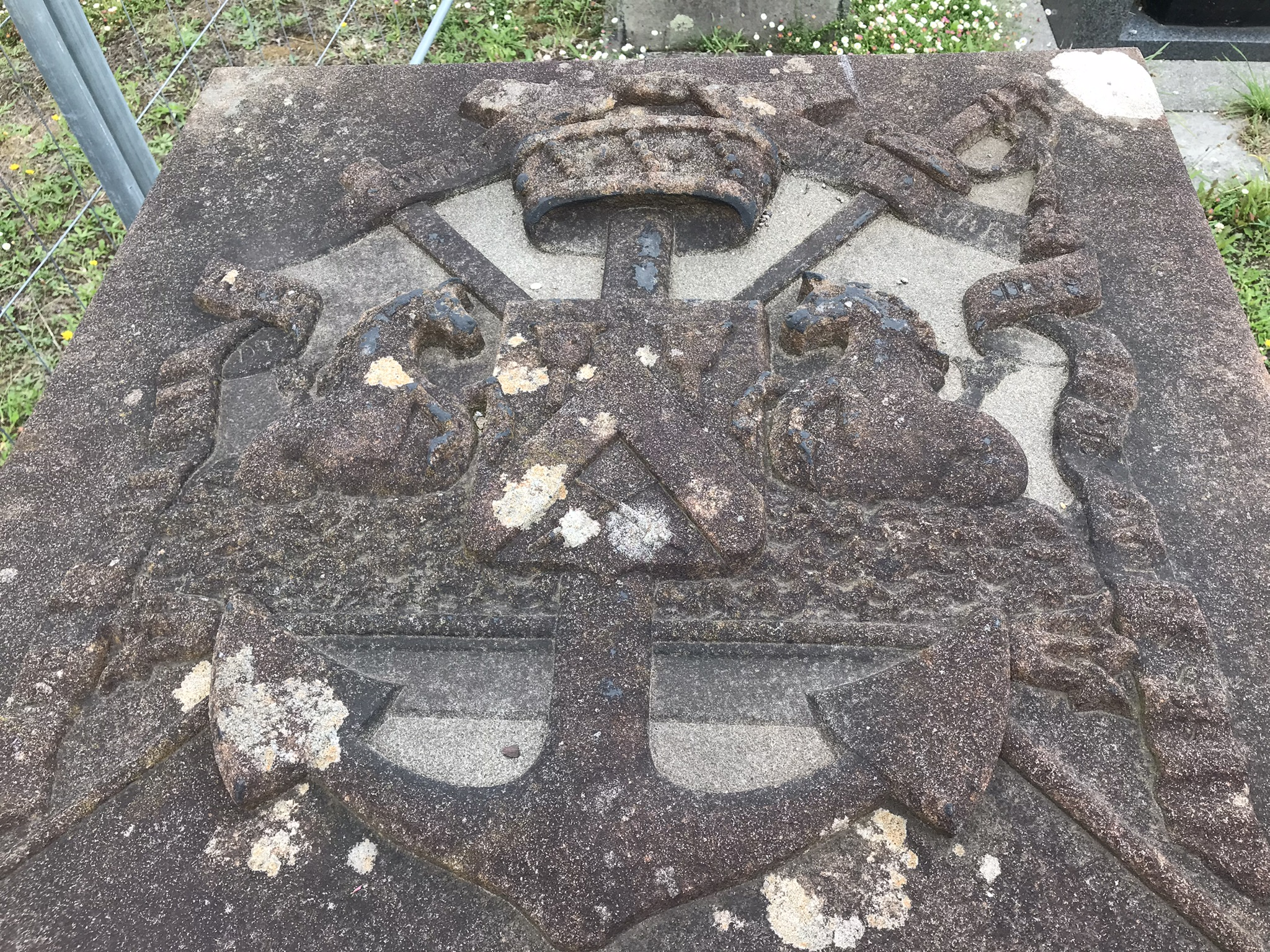
Détail de la pierre tombale avec les armoiries

## Récompenses et distinctions
- Chevalier (28 avril 1821) et Grand Officier de la Légion d'honneur (18 avril 1843).